# Kiss me mio amore
Kiss me mio amore is een single van The Lovelets. Het singletje stond op zich zelf en was niet afkomstig van een van hun albums. De muziek komt overeen met de muziek die in Nederland afkomstig was van bijvoorbeeld André Moss met Jack de Nijs. "Kiss me mio amore" is grotendeels instrumentaal met veel werk voor de saxofonist, een dame zingt zwoel de titel. The Lovelets speelden later ook muziek van/uit de films Emmanuelle en Histoire d'O. In België had de muziekgroep drie hits, in Nederland geen. Later schreven Kluger en Vangarde voor Ottawan.

## Hitnotering

### BelgischeBRT Top 30
| Hitnotering: 8-3-1973 t/m 11-1-1974 | Hitnotering: 8-3-1973 t/m 11-1-1974 | Hitnotering: 8-3-1973 t/m 11-1-1974 | Hitnotering: 8-3-1973 t/m 11-1-1974 | Hitnotering: 8-3-1973 t/m 11-1-1974 | Hitnotering: 8-3-1973 t/m 11-1-1974 | Hitnotering: 8-3-1973 t/m 11-1-1974 | Hitnotering: 8-3-1973 t/m 11-1-1974 | Hitnotering: 8-3-1973 t/m 11-1-1974 | Hitnotering: 8-3-1973 t/m 11-1-1974 | Hitnotering: 8-3-1973 t/m 11-1-1974 | Hitnotering: 8-3-1973 t/m 11-1-1974 | Hitnotering: 8-3-1973 t/m 11-1-1974 | Hitnotering: 8-3-1973 t/m 11-1-1974 | Hitnotering: 8-3-1973 t/m 11-1-1974 | Hitnotering: 8-3-1973 t/m 11-1-1974 | Hitnotering: 8-3-1973 t/m 11-1-1974 | Hitnotering: 8-3-1973 t/m 11-1-1974 | Hitnotering: 8-3-1973 t/m 11-1-1974 | Hitnotering: 8-3-1973 t/m 11-1-1974 |
| Week:                               | 1                                   |                                     | 2                                   | 3                                   | 4                                   | 5                                   | 6                                   | 7                                   | 8                                   | 9                                   | 10                                  | 11                                  | 12                                  | 13                                  |                                     | 14                                  |                                     | 15                                  |                                     |
| ----------------------------------- | ----------------------------------- | ----------------------------------- | ----------------------------------- | ----------------------------------- | ----------------------------------- | ----------------------------------- | ----------------------------------- | ----------------------------------- | ----------------------------------- | ----------------------------------- | ----------------------------------- | ----------------------------------- | ----------------------------------- | ----------------------------------- | ----------------------------------- | ----------------------------------- | ----------------------------------- | ----------------------------------- | ----------------------------------- |
| Positie:                            | 23                                  | x                                   | 22                                  | 28                                  | 19                                  | 23                                  | 17                                  | 15                                  | 27                                  | 15                                  | 22                                  | 25                                  | 19                                  | 19                                  | x                                   | 25                                  | x                                   | 23                                  | uit                                 |